# Immutable
Immutable är det svenska metal-bandet Meshuggahs nionde studioalbum, utgivet den 1 april 2022 på etiketten Atomic Fire Records. 

## Låtlista
| Nr  | Titel                      | Längd |
| --- | -------------------------- | ----- |
| 1.  | Broken Cog                 | 5:35  |
| 2.  | The Abysmal Eye            | 4:55  |
| 3.  | Light the Shortening Fuse  | 4:28  |
| 4.  | Phantoms                   | 4:53  |
| 5.  | Ligature Marks             | 5:13  |
| 6.  | God He Sees in Mirrors     | 5:28  |
| 7.  | They Move Below            | 9:35  |
| 8.  | Kaleidoscope               | 4:07  |
| 9.  | Black Cathedral            | 2:00  |
| 10. | I Am That Thirst           | 4:40  |
| 11. | The Faultless              | 4:48  |
| 12. | Armies of the Preposterous | 5:15  |
| 13. | Past Tense                 | 5:46  |

## Medverkande
- Jens Kidman – sång
- Fredrik Thordendal – sologitarr
- Mårten Hagström – kompgitarr, sologitarr, bakgrundssång
- Dick Lövgren – basgitarr
- Tomas Haake – trummor